# Oxyopes constrictus
Oxyopes constrictus là một loài nhện trong họ Oxyopidae.
Loài này thuộc chi Oxyopes. Oxyopes constrictus được Eugen von Keyserling miêu tả năm 1891.